# Vitex glabrata
Vitex glabrata är en kransblommig växtart som beskrevs av Robert Brown. Vitex glabrata ingår i släktet Vitex och familjen kransblommiga växter. Inga underarter finns listade i Catalogue of Life.
Växtens frukter är giftiga men languren Trachypithecus laotum kan äta frukterna utan större problem. Människor som sedan åt kött av languren blev akut sjuka.